# Roger Arliner Young

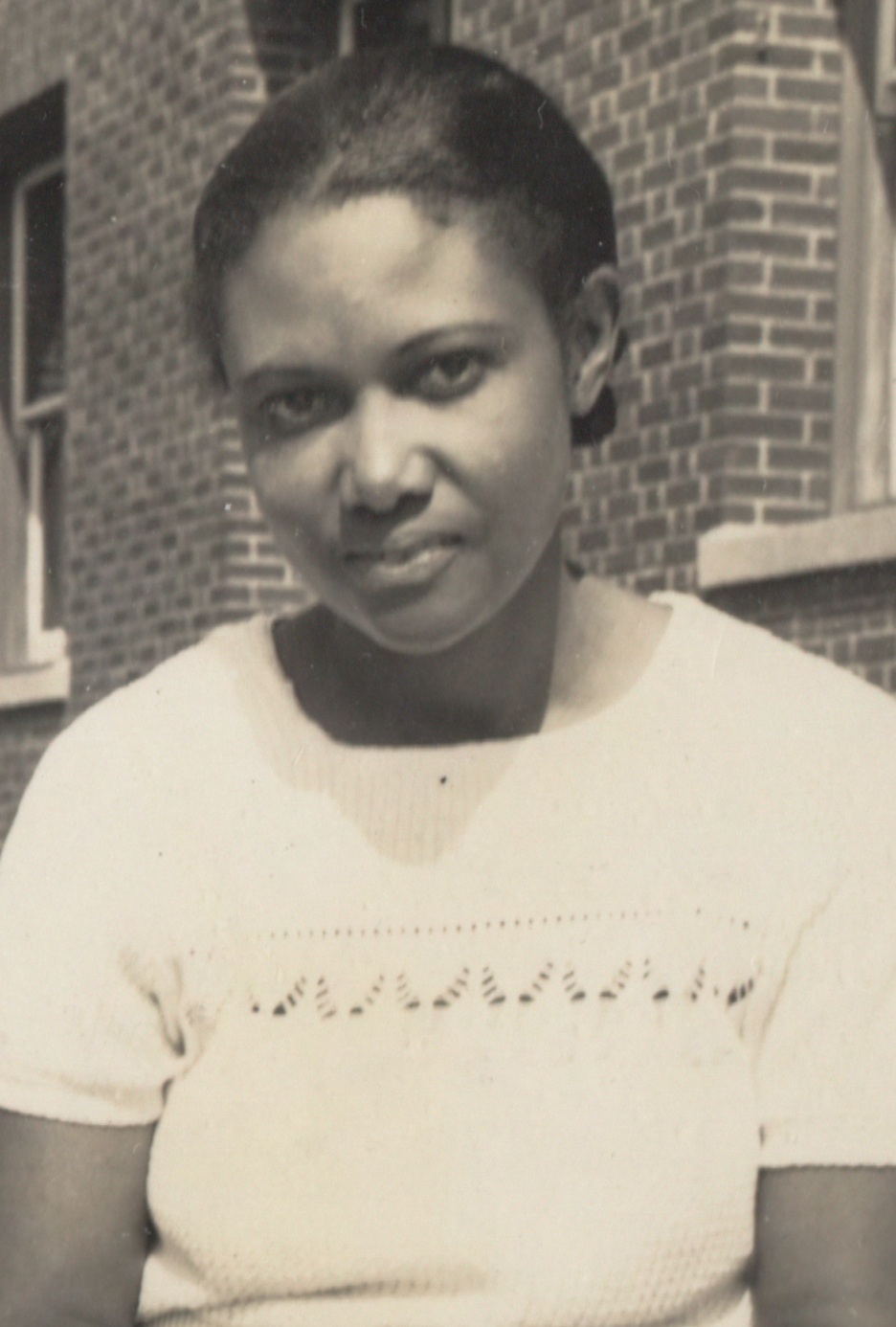
Roger Arliner Young

Roger Arliner Young (* 1889 in Clifton Forge, Virginia, USA; † 9. November 1964) war eine US-amerikanische Zoologin und Hochschullehrerin. Sie war die erste Afroamerikanerin, die in Zoologie promovierte.

## Leben und Werk
Young wuchs in Burgettstown, Pennsylvania, auf und begann 1916 ein Studium der Musik an der Howard University. 1921 belegte sie ihren ersten naturwissenschaftlichen Kurs bei dem Leiter der zoologischen Abteilung Ernest Just und erhielt 1923 ihren Bachelor-Abschluss. Just stellte sie als Assistenzprofessorin an der Howard University ein, während sie die Graduiertenschule besuchte. Danach studierte sie an der University of Chicago und veröffentlichte bereits 1924 ihre ersten Forschungsergebnisse On the Excretory Apparatus in Paramecium im September 1924 in Science. 1926 erhielt sie ihren Master-Abschluss in Zoologie.
Von 1927 bis 1936 forschte sie mit Just während der Sommer im Marine Biological Laboratory in Woods Hole (Massachusetts). Sie unterstützte Just bei der Erforschung des Befruchtungsprozesses bei Meeresorganismen. Sie untersuchte die Auswirkungen direkter und indirekter Strahlung auf Seeigel-Eier, auf die Strukturen, die die Salzkonzentration in Pantoffeltierchen steuern, sowie auf die Hydratation und Dehydratation lebender Zellen. Durch die ultravioletten Strahlen, die sie in den Experimenten verwendete, wurden ihre Augen dauerhaft geschädigt.
1929 vertrat sie Just als Leiter der zoologischen Abteilung an der Howard University, während Just für Stipendienprojekte in Europa arbeitete. Im Herbst 1929 kehrte Young an die University of Chicago zurück, um dort unter der Leitung von Frank Rattray Lillie zu promovieren. Da sie 1930 die Eignungsprüfung nicht bestand, kehrte sie an die Howard University zurück. Gerüchte über eine Romanze mit Just führten 1936 zu ihrer Entlassung. 
Nachdem sie die Howard University verlassen hatte, pflegte sie Verbindungen zu Wissenschaftlern, mit denen sie in Woods Hole geforscht hatte. Lewis Victor Heilbrunn rekrutierte sie 1937 an die University of Pennsylvania, wo sie 1940 promovierte. 
Sie nahm 1940 eine Assistenzprofessur am North Carolina College for Negroes (NCCN) in Raleigh (North Carolina) an und wurde bald Leiterin des Fachbereichs Biologie an der Shaw University, die sich ebenfalls in Raleigh befand. Sie kehrte 1947 als Professorin für Biologie an das NCCN zurück, wo sie bis 1953 lehrte. Anschließend hatte sie bis 1959 Lehraufträge am Paul Quinn College in Texas, an der Jackson State University und an der Southern University in Louisiana.
Sie starb am 9. November 1964 in New Orleans.

## Veröffentlichungen (Auswahl)
- On the Excretory Apparatus in Paramecium. Science, 60 (1550), S. 244. 12. September 1924.
- mit L. V. Heilbrunn: The action of ultra-violet rays on Arbacia egg protoplasm. Physiological Zoology. 3 (3), S. 330–341, 1930.
- mit L. V. Heilbrunn: Indirect Effects Of Radiation On Sea Urchin Eggs. The Biological Bulletin. 69 (2), S. 274–278, 1935.
- mit D. P. Costello: The mechanism of membrane elevation in the egg of Nereis. Biological Bulletin. 77, S. 311, 1939.
- The indirect effects of roentgen rays on certain marine eggs. Thesis (Ph.D.), Graduate School of Arts and Sciences, University of Pennsylvania, 1940.